# Alex Matthews
Pour les articles homonymes, voir Matthews.
Pas d'image ? Cliquez ici

a Compétitions nationales et continentales officielles uniquement.

b Matchs officiels uniquement.
Dernière mise à jour le 10 juin 2024.
Alex Matthews, née le 3 août 1993 à Camberley (Angleterre), est une joueuse internationale anglaise de rugby à XV et internationale anglo-britannique de rugby à sept évoluant aux postes de troisième ligne aile et de troisième ligne centre. Elle joue au Gloucester-Hartpury RFC.

## Biographie
Alex Matthews naît le 3 août 1993 à Camberley en Angleterre. Elle devient internationale anglaise en rugby à XV en 2011, à l'âge de dix-huit ans.
En 2022, elle évolue en club au Gloucester-Hartpury RFC. Elle compte 51 sélections en équipe d'Angleterre quand elle est retenue septembre 2022 pour disputer la Coupe du monde en Nouvelle-Zélande.
À l'automne suivant, elle fait partie des trente joueuses qui partent participer au WXV 2023, à nouveau en Nouvelle-Zélande.
En juillet 2025, elle est sélectionnée pour la Coupe du monde en Angleterre.

## Palmarès

### En club
- Vainqueur du Championnat d'Angleterre en 2023, 2024 et 2025.

### En équipe nationale
- Vainqueur de la Coupe du monde en 2014.
- Finaliste de la Coupe du monde en 2017 et 2021.
- Vainqueur du Tournoi des Six Nations en 2020, 2021, 2022, 2023, 2024 et 2025.
- Vainqueur du WXV en 2023 et 2024.

### Distinctions individuelles
- Élue Joueuse anglaise de rugby à sept de l'année en 2018[6].
- Élue Joueuse internationale anglaise de rugby à XV de l'année en 2024[7].